# Шенг, Брайт
Брайт Шенг (англ. Bright Sheng, кит. упр. 盛宗亮, пиньинь Shèng Zōngliàng, палл. Шэн Цзунлян, род. 6 декабря 1955) — американский композитор, дирижёр и пианист китайского происхождения.

## Биография
С четырёхлетнего возраста учился у матери играть на фортепиано. Пережил культурную революцию. С 1982 живёт в США. Закончил Мичиганский университет по классу композиции, учился у Леонарда Бернстайна.

## Избранные произведения
- H’un (Lacerations): in memoriam 1966—1976 (1988)
- The Song of Majnun, опера (1992)
- Струнный квартет № 3 (1993)
- China Dreams для оркестра (1995)
- The Silver River, опера (1997, вторая редакция 2000)
- Two Poems для виолончели и оркестра (1997)
- Nanking! Nanking!, тренодия для пипы и оркестра (1999)
- Flute Moon для флейты и оркестра (1999)
- Silent Temple, струнный квартет № 4 (2000)
- Red Silk Dance, концерт для фортепиано и оркестра (2000, посвящается Эмануэлю Аксу)
- Chi-Lin, балет (2002)
- Madame Mao, опера (2003)
- The Song and Dance of Tears для западных и восточных инструментов (2003)
- Phoenix для сопрано и симфонического оркестра (2004)
- Colors of Crimson для перкуссии и оркестра (2004, посвящается Эвелин Гленни)
- Zodiac Tales, концерт для оркестра (2005)
- Wild Swan, маленький концерт для кларнета и оркестра (2006)
- Three Fantasies для скрипки и фортепиано (2006)
- A Night at the Chinese Opera для скрипки и фортепиано (2006)
- My Other Song для фортепиано соло (2007, посвящается Ефиму Бронфману)
- The Nightingale and the Rose, балет (2007)
- The Miraculous, струнный квартет № 5 (2007)

## Творческое сотрудничество
Сочинения композитора не раз исполнял Йо-Йо-Ма, его произведениями дирижировали Кристоф Эшенбах, Курт Мазур, Леонард Слаткин, Нееме Ярви и другие известные мастера.